# .aero
.aero je generička internetska domena (gTLD, engl. generic top-level domain) u sustavu naziva domena (engl. Domain Name System) Interneta.
Dodjeljuje se internetskim stranicama koje se odnose na zrakoplovstvo i prva je generička internet domena koja je dodijeljena samo jednoj industriji. U upotrebi je od 2002. godine.

## Vanjske poveznice
- Popis najviših domena, na iana.org.